# Adam Killian
Adam Nicholas Killian (Monterrey, California; 12 de agosto de 1975) es un actor pornográfico estadounidense de cine gay. Es licenciado en Danza y Teatro de la Universidad de California en Santa Cruz. Su marido es el también actor pornográfico Marco Milán, con quien se casó en 2009.

## Biografía
Nacido y criado en West Hollywood, se graduó en teatro y danza en la Universidad de California en Santa Cruz, luego vivió durante un año en Alemania, donde comenzó a actuar con varios grupos. También realiza una gira por toda Europa, ganando visibilidad en el sector lo que le permite trabajar a nivel internacional. Después de bailar durante un año en un espectáculo de burlesque para hombres en Japón regresa a California.

## Carrera
Comenzó su carrera como modelo, chico go-go y bailarín, actuando en fiestas y eventos internacionales como Hustball en Berlín, Black & Blue en Montreal, el Mardi Gras en Nueva Orleans y Sídney, así como varios clubes en Ibiza. Apareció en una sesión de fotos para la revista Playgirl, bajo el seudónimo de Adam Nola. Se introduce en el sector del porno gay participando en una producción no sexual de Channel 1 Releasing The Hole.  
Sigue trabajando en el sector manufacturero, como camarógrafo y asistente de producción para Channel Releasing de Chi Chi LaRue. Después de seis años tras bambalinas, en 2008 debutó frente a la cámara con su primera escena de sexo, protagonizando una escena con Zeb Atlas para la película Best Men 2. 
En los años siguientes, trabajó activamente en el sector duro actuando como activo y pasivo para varias producciones de Falcon Studios y Raging Stallion Studios, ganando más y más visibilidad entre los actores porno más conocidos. 
En 2010 ganó 10 nominaciones para los Premios Grabby, ganando tres, como mejor solista, mejor escena para tres y artistas del año. Paralelamente a la carrera de estrella del porno, es responsable de la producción de varias películas pornográficas, trabajando como director de fotografía para las producciones de Chi Chi LaRue. También en 2010 trabaja para el director Bruce LaBruce para el proyecto LA Zombie una película que mezcla horror y pornografía.
En 2012 recibió siete nominaciones a los Premios Grabby , incluyendo "Artista del Año", "Mejor Actor de Reparto", "Mejor Artista Versátil" y una doble nominación en la categoría "Mejor Dúo" con Michael Lucas y Tony Buff.
A finales de 2012 hizo su debut como director con la película Cock Craze , producida por Raging Stallion Studios, de la que también es intérprete de una escena junto a Derek Parker.

## Filmografía
- Jet Set Productions
  - Hole (2003)
- Jocks Estudio
  -  Getting It Straight  (2004)
- Falcon Entertainment
  - Hombres mejores 2: El Partido de Boda (2008)
  - Madera de mañana (2009)
  - Entrenador (2009)
  - Rhodes' Rules (2010)
  - Snap Shot  (2010)
  - Ola de calor (2010)
  - Michael Lucas' Audiciones 37: Pelotas a la Pared (2010)
  - Sex Addict  (2010)
  - Trapped in the game (2010)
  - Assassin (2011)
  - Backdoor (2010)
  - Eye Contact (2010)
  - Heat Wave 2 (2011)
  - Hombres en Trajes: Señores 1 (2011)
  - DVD - Adam Killian Sueño Mojado Crudo (2014)
- Naked Sword
  - Grindhouse (2012)

## Premios
- Grabby Otorga 2009[4]
  - Mejor Duo (con Zeb Atlas) para Hombre Mejor 2 Estudios de Halcón
- 2010[5]
  - Solo mejor para Tomado al Nivel más Bajo
  - Más Tres Manera para El Entrenador (Junto con Leo Giamani y Ty Colt)
  - Intérprete del año
- 2012[6]
  - Mejor Duo (con Tony Buff) para El Otro Lado De Aspen 6
  - Intérprete Versátil mejor
- GayVN Otorga 2010[7]
  - Rendimiento de Solo mejor para Tomado al Nivel más Bajo
- XBIZ Premio 2012[8]
  - Intérprete de gay del Año